# 朝阳街道 (库尔勒市)
朝阳街道是中华人民共和国新疆维吾尔自治区巴音郭楞蒙古自治州库尔勒市下辖的一个街道办事处。

## 行政区划
朝阳街道下辖以下村级行政区划单位：
团结社区、华夏名门社区、丰源社区、阿尔金社区、成功社区。